# 아오시마 다이치
아오시마 다이치(일본어: 青島 太一, 2001년 4월 17일~)는 일본의 축구 선수이다.

## 구단 경력
그는 2024년 J2리그의 도치기 SC에 입단했다. 2024년후 J3리그에 강등했다.